# Cordiglottis
Cordiglottis é um género botânico pertencente à família das orquídeas (Orchidaceae).